# Berberis vulgaris

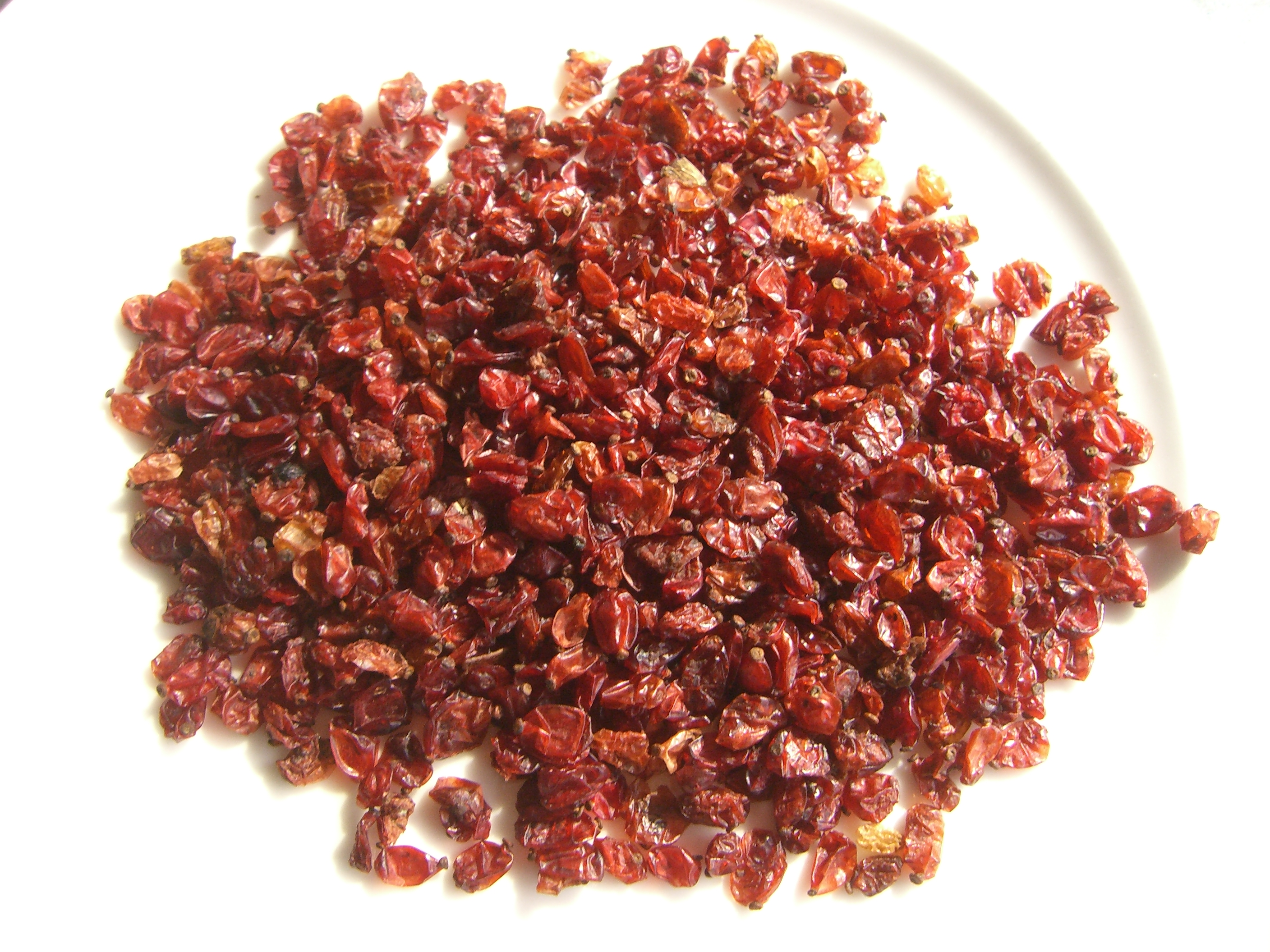
Bagas secas (comestíveis), um produto designad por zerešk

Berberis vulgaris é uma espécie de plantas com flor pertencente à família Berberidaceae, conhecida pelos nomes comuns de uva-espim, espinheiro-vinhedo e berberis, com distribuição natural no Paleártico (sul, centro e leste da Europa, Norte de África, Cáucaso e Turquia). A espécie é um microfanerófito que produz bagas comestíveis, mas fortemente ácidas, consumida em várias regiões como uma fruta azeda e refrescante. A espécie é também usada como planta ornamental.

## Descrição
Berberis vulgaris é um arbusto decíduo, com até 4 m de altura., com folhas pequenas e ovais, com 2–5 centímetros de comprimento e 1–2 centímetros de largura, com um margem serrilhada. Apresenta uma filotaxia caracterizada pela formação de grupos de 2–5 folhas juntas, subtendidas por um espinho com três ramificações com 3–8 milímetros de comprimento.
As flores são amarelas,com 4–6 milímetros de diâmetro, agrupadas em inflorescências do tipo panícula com 3–6 centímetros de comprimento. A ântese ocorre no final da primavera. O fruto é uma baga vermelha, oblonga, com 7–10 milímetros de comprimento e 3–5 milímetros de diâmetro, que amadurece no final do verão ou no outono.

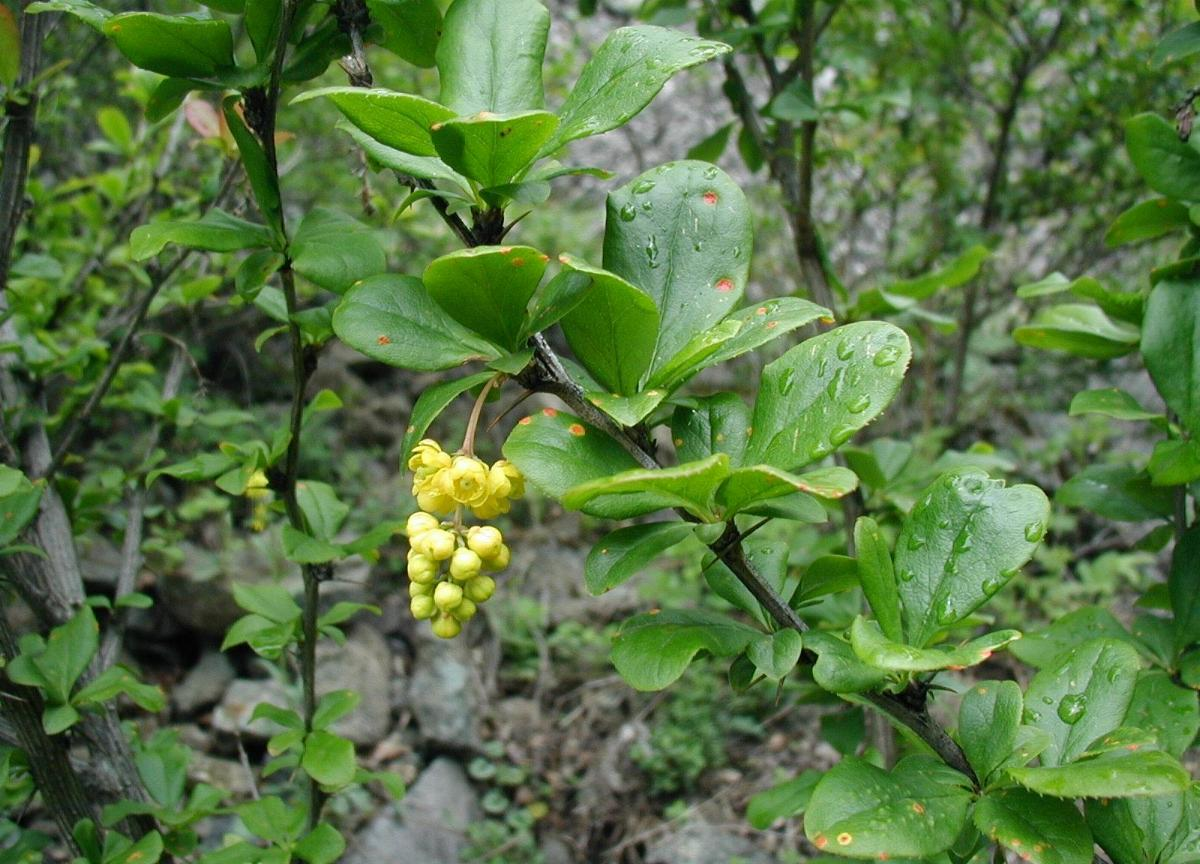
Folhas.
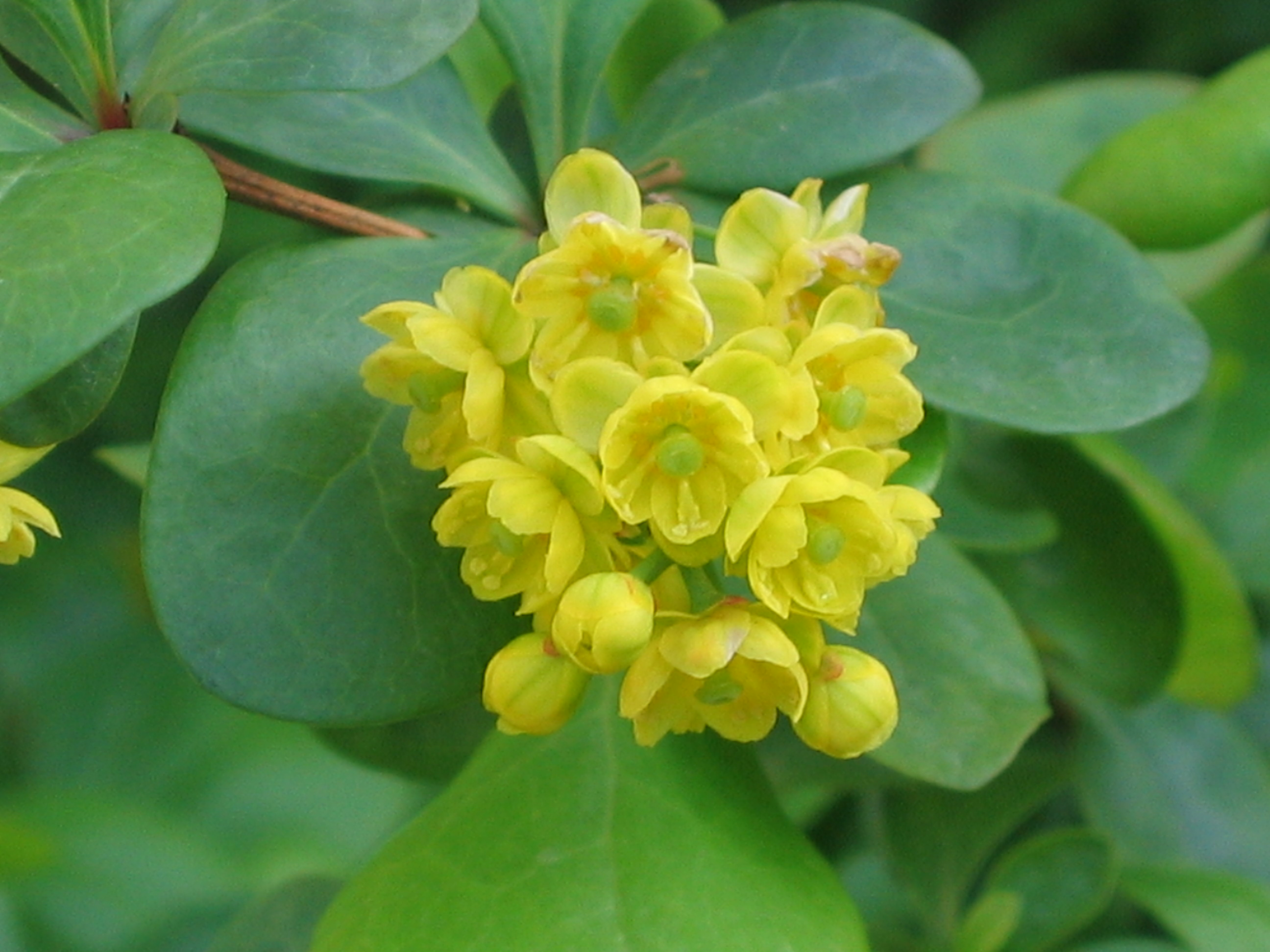
Flores.
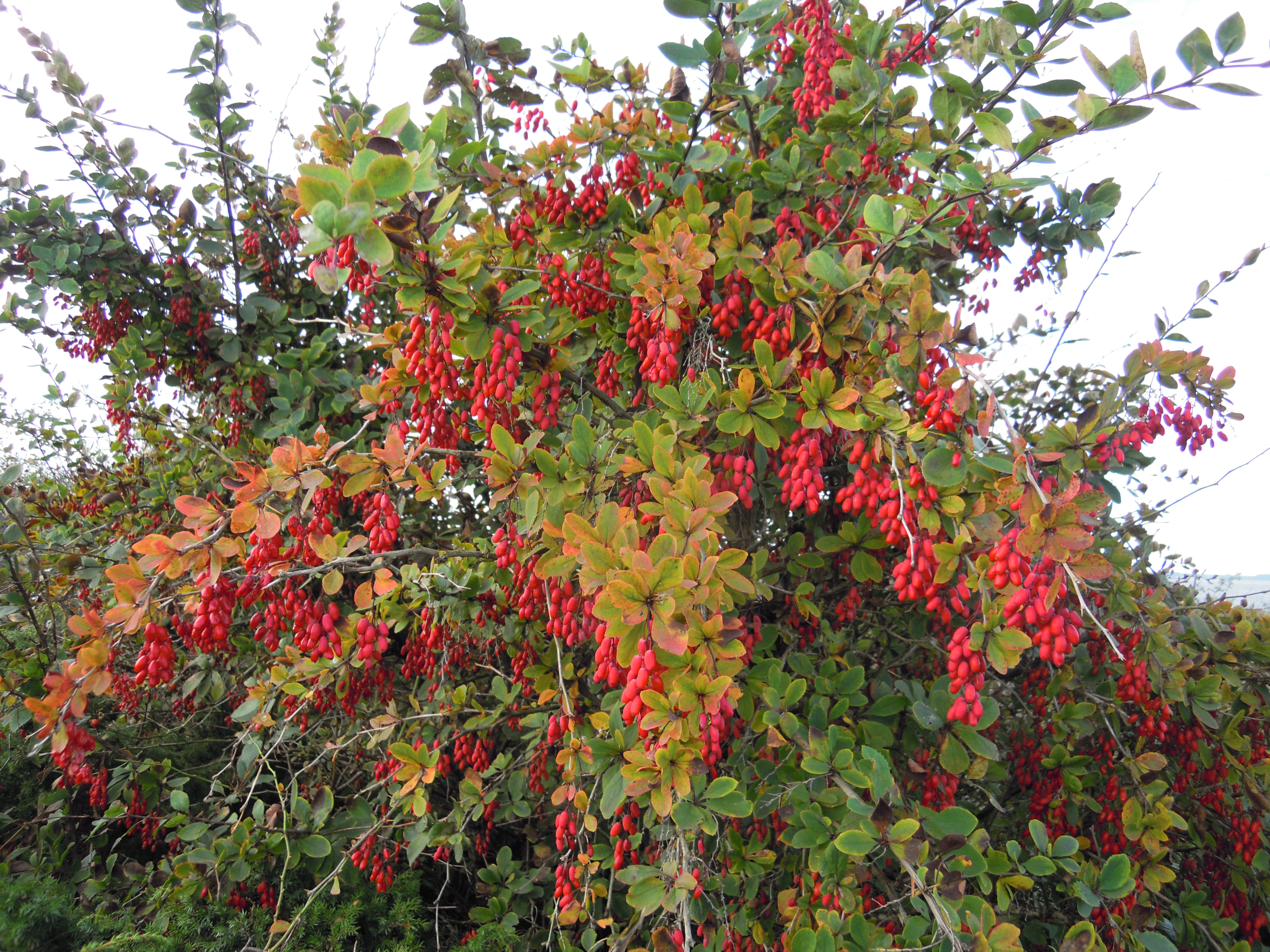
Frutos.

## Distribuição e habitat
O arbusto é nativo do centro e sul da Europa, sul da Inglaterra, noroeste da África e oeste da Ásia.
A espécie está naturalizada no norte da Europa e na América do Norte. Nos Estados Unidos e Canadá, estabeleceu-se na natureza numa área que vai da Nova Escócia a Nebrasca, com populações adicionais no Colorado, Idaho, Estado de Washington, Montana e Colúmbia Britânica.
A espécie é cultivada como planta ornamental em parques e jardins de múltiplas regiões de clima temperado e subtropical em todo o Mundo.

## Ecologia
As bagas são um alimento importante para muitos pequenos pássaros, que dispersam as sementes com os seus excrementos.
B. vulgaris é a espécie hospedeiro alternativo do fungo da ferrugem do caule do trigo (Puccinia graminis f. sp. tritici), uma ferrugem que causa uma doença fúngica grave nos trigos e cereiais relacionados. Por esta razão, o cultivo de B. vulgaris é proibido no Canadá e em algumas regiões cerealíferas dos Estados Unidos (Connecticut, Massachussetes, Michigan e Nova Hampshire).

## Etnobotânica
As bagas comestíveis, apesar de ricas em vitamina C, têm um sabor muito intenso e ácido e não são amplamente consumidas porque os arbustos espinhosos dificultam a colheita.
Na Europa, as bagas têm sido tradicionalmente usadas como ingrediente na fabricação de compotas. As bagas são ricas em pectina, o que faz com que a geleia endureça enquanto arrefece depois de fervida. No sudoeste da Ásia, especialmente no Irão, as bagas são usadas para cozinhar, bem como para fazer geleias. No Irão, os bérberis são comumente usados em arroz pilaf.
O termo زرشک zerešk, de origem persa, é usado para designar o fruto seco ao sol de Berberis spp., particulamente os frutos da espécie Berberis integerrima, conhecida em persa por zerešk bi-dâne (زرشک بی‌دانه), literalmente 'bérberis sem sementes', a qual é amplamente cultivada no Irão. O Irão é o maior produtor mundial de zerešk.
A província de Coração, no Irão, é a principal área de produção de zerešk e açafrão no mundo, especialmente em torno de Birjande e Qaen. Cerca de 85% da produção está em Qaen e cerca de 15% em Birjande. Há evidências de cultivo de bérberis sem sementes no sul de Coração desde há duzentos anos. Um poar de zerešk é designado em persa por zerešk-estân (زرشکستان). O zerešk é amplamente utilizado na culinária, conferindo um sabor azedo aos pratos de frango. Geralmente é cozido com arroz, chamado zerešk polo, e fornece uma refeição com frango.
A planta tem sido amplamente cultivada para sebes na Nova Zelândia.
No sul da Europa, uma decoção da planta tem sido usada como um remédio popular para tratar doenças gastroentestinais e tosses, embora o seu uso tenha sido limitado devido ao sabor amargo da casca e da raiz.
Os povos salixes usaram bérberis para tratar acne em sua medicina tradicional, embora o uso fossa da casca da espécie nativa Berberis aquifolium (uva-do-oregon) e outras espécies norte-americanas relacionadas. Os povos ameríndios da América do Norte usavam as raízes ou bagas de espécies norte-americanas de Berberis como um tónico herbal geral para estimular o apetite.